# Джони Лий Милър
Джонатан „Джони“ Лий Милър (на английски: Jonathan 'Jonny' Lee Miller) (роден на 15 ноември 1972 г.) е английски актьор. Става известен с ролите си във филмите „Хакери“ от 1995 г. и „Трейнспотинг“ от 1996 г. Играе главната роля в сериала „Илай Стоун“, който трае два сезона. През 2010 г. се снима в петия сезон на „Декстър“.

## Частична филмография
Кино
- 1995 – „Хакери“ (Hackers)
- 1996 – „Трейнспотинг“ (Trainspotting)
- 1999 – „Плънкет и Маклийн“ (Plunkett & Macleane)
- 1999 – „Менсфилд парк“ (Mansfield Park)
- 2000 – „Дракула 2000“ (Dracula 2000)
- 2004 – „Ловци на мисли“ (Mindhunters)
- 2004 – „Мелинда и Мелинда“ (Melinda and Melinda)
- 2005 – „Аеон Флукс“ (Æon Flux)
- 2012 – „Тъмни сенки“ (Dark Shadows)
- 2017 – „Т2 Трейнспотинг“ (T2 Trainspotting)

Телевизия
- 2003 – „Байрон“ (Byron)
- 2006 – „Смит“ (Smith)
- 2008 – 2009 – „Илай Стоун“ (Eli Stone)
- 2010 – „Декстър“ (Dexter)
- 2012 – 2019 – „Елементарно, Уотсън!“ (Elementary)